# Jong PSV
El Jong PSV es un equipo de fútbol de los Países Bajos que milita en la Eerste Divisie, la segunda liga de fútbol más importante del país.

## Historia
Es el equipo filial del PSV Eindhoven y hasta la temporada 2012/13 militaba en la Beloften Eredivisie, liga exclusivamente de equipos reserva, pero para el año 2013 la Eerste Divisie decidió expandirse de 18 a 20 equipos, originalmente añadiendo 2 equipos amateur y 2 equipos reservas, los cuales iban a ser Jong Ajax y Jong Twente, basándose en los resultados de las últimas temporadas de la Beloften Eredivisie, pero uno de los 2 equipos amateur elegidos (VV Katwijk) rechazó la oferta para jugar en la Eerste Divisie, por lo que el Jong PSV fue el elegido para ocupar su lugar.
Debido a que el Jong PSV ingresó al mismo sistema de liga que el PSV Eindhoven, ahora tiene que cumplir con ciertas reglas, como que no es elegible para jugar en la Eredivisie, play-off de ascenso, jugar en la KNVB Beker, sus jugadores no pueden ser mayores de 23 años (excepto 3 jugadores de campo y un portero) y jugadores con 15 o más apariciones con el PSV Eindhoven no pueden jugar en el Jong PSV y sus entrenadores necesitan tener la licencia de parte de la Eerste Divisie.
Puede jugar sus partidos de local en 3 sedes diferentes, dependiendo del interés del aficionado: Philips Stadion, Sport Complex de Herdgang y el Jan Louwers Stadion.

## Palmarés
- Beloften Eredivisie: 4

1996-97, 1999-00, 2009-10, 2010-11
- KNVB Beker voor beloften: 3

2000-01, 2004-05, 2007-08
- Supercopa Beloften: 2

2010, 2011